# Studslera

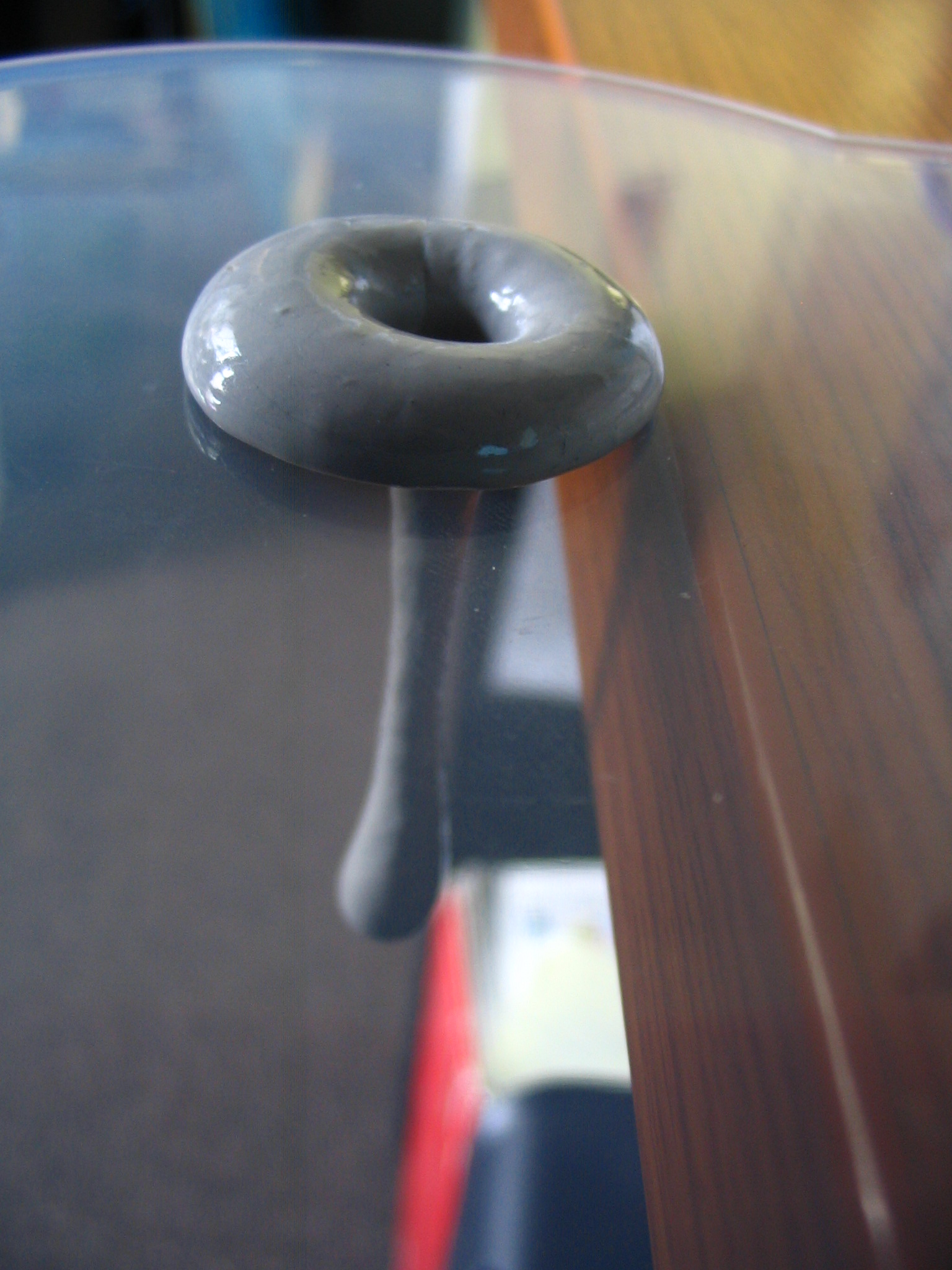
Flytande studslera.

Studslera (engelska Silly Putty) är en leksak vars innehåll är baserat på silikonpolymerer som har ovanliga fysikaliska egenskaper. Den studsar, men bryts när den ges ett kraftigt slag och kan även flyta likt vätska. Den innehåller en viskoelastisk flytande silikon, en typ av icke-newtonsk vätska, vilket gör att den uppträder som en viskös vätska under en lång tidsperiod men som ett elastiskt fast material under en kort tidsperiod. Den skapades ursprungligen av en slump under utforskning av potentiella substitut för gummi som skulle användas av USA under andra världskriget.
Namnet Silly Putty är ett varumärke som tillhör Crayola LLC. Företagets fabrik är belägen i Easton i Pennsylvania i USA. Andra namn används för att marknadsföra liknande ämnen från andra tillverkare.